# RMS Windsor Castle (1921)
RMS Windsor Castle − brytyjski liniowiec pasażerski, zbudowany w 1922 roku dla londyńskiego armatora Union-Castle Line. Podczas II wojny światowej służył jako transportowiec wojska. Został storpedowany przez niemiecki samolot 23 marca 1943 roku na Morzu Śródziemnym.
"Windsor Castle", wraz z bliźniaczym "Arundel Castle", został zamówiony przez linię żeglugową Union-Castle Line do obsługi trasy południowoafrykańskiej. Stępkę położono w stoczni John Brown & Co. w Clydebank w 1916 roku, ale budowa postępowała powoli, z uwagi na toczącą się wojnę. Wodowanie odbyło się dopiero 9 marca 1921 roku, zaś rok później statek został przekazany armatorowi.
W dziewiczą podróż wyruszył w kwietniu 1922 roku z Southampton do Kapsztadu. Obydwa bliźniacze statki należały do nielicznego grona czterokominowców, wśród których były jedynymi przeznaczonymi do obsługi trasy innej niż transatlantycka. Po przebudowie w 1937 roku "Windsor Castle" przeszedł gruntowną modernizację. Kadłub został wydłużony do 209,6 m, turbiny i kotły wymienione na nowe, w miejsce czterech kominów otrzymał dwa szersze. Liczba miejsc pasażerskich wynosiła 604.
Po wybuchu II wojny światowej został przebudowany na transportowiec wojska. 3 listopada 1940 roku został zbombardowany i uszkodzony przez niemiecki bombowiec Focke-Wulf Fw 200. 23 marca 1943 roku, płynąc w konwoju z transportem 2000 żołnierzy do Tunisu, został trafiony torpedą zrzuconą z niemieckiego samolotu i zatonął w rejonie przylądka Tenes, z jedną ofiarą śmiertelną.